# فابيو دي سوزا سيلفا
فابيو دي سوزا سيلفا هو لاعب كرة قدم برازيلي في مركز الدفاع، ولد في 13 يناير 1996 في البرازيل. لعب مع نادي أوربرو.

## وصلات خارجية
- فابيو دي سوزا سيلفا على موقع اتحاد السويد (السويدية)